# Frutta secca

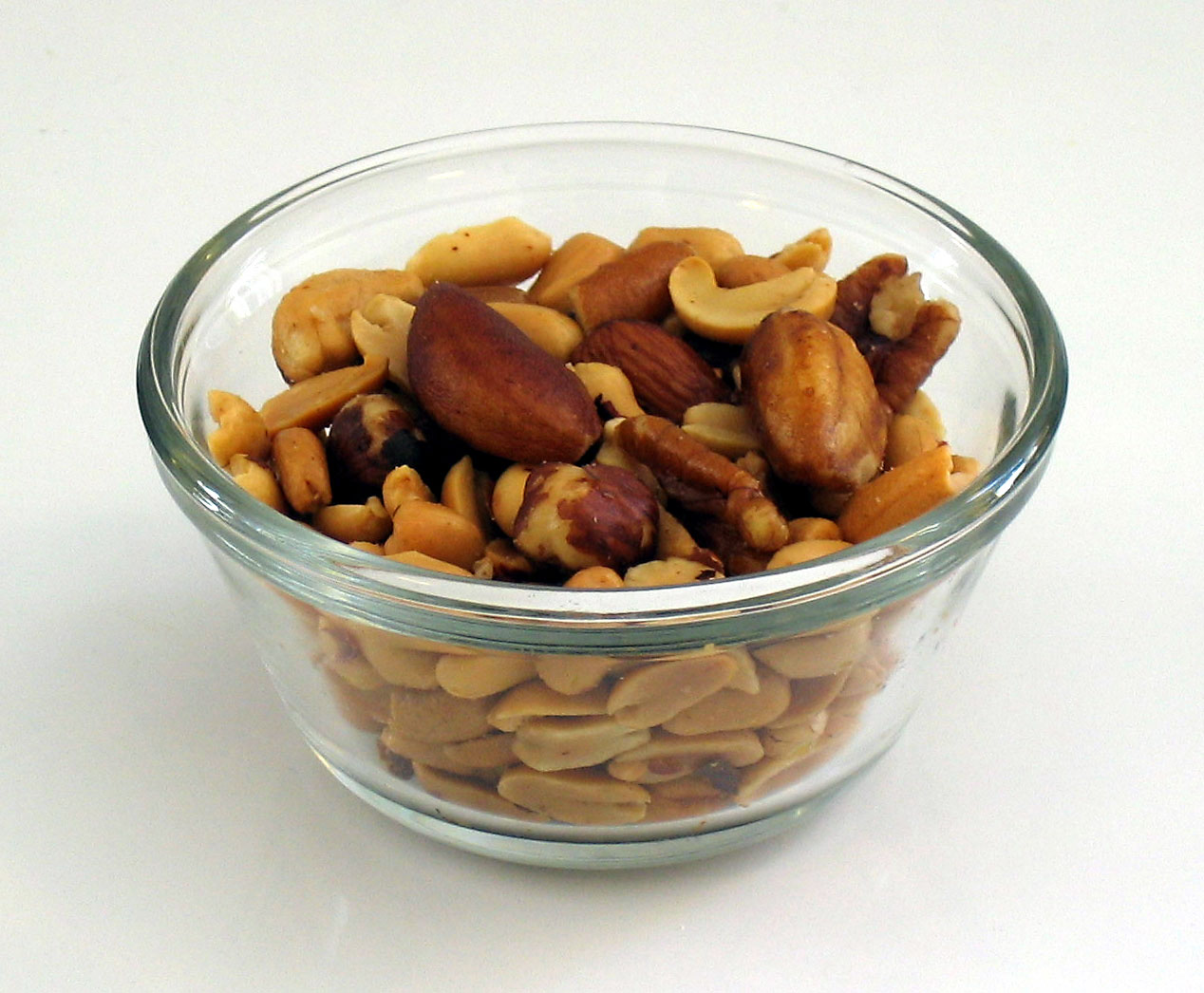
Una ciotola di frutta secca.

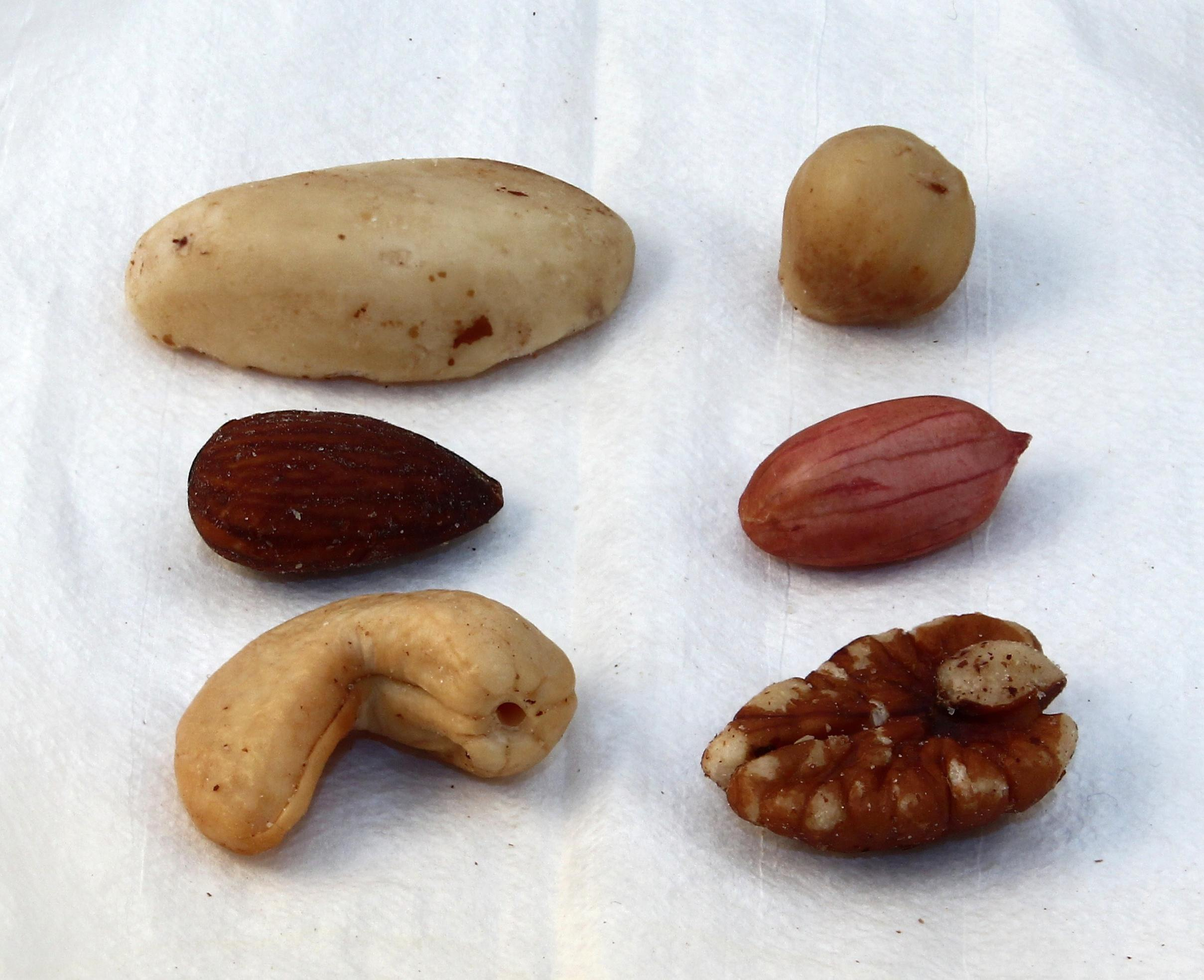
In senso orario a partire dall'alto a sinistra: noce del Brasile, nocciola, arachide, noce di pecan, anacardo, mandorla.

La frutta secca è un termine utilizzato per indicare un insieme di frutti che al momento della raccolta presentano un contenuto di acqua molto basso, pertanto sono utilizzati come alimento con elevata concentrazione di nutrienti, in particolare di grassi polinsaturi e con lunghi tempi di conservazione.
Non va confusa con la frutta essiccata che è invece frutta che ha subìto dopo la raccolta un processo di essiccamento, ovvero disidratazione, che le permette di essere conservata molto più a lungo della frutta fresca. 
La frutta secca può essere consumata così com'è oppure può essere impiegata come ingrediente nella preparazione di ricette culinarie o di pasticceria.
La frutta secca ha una ricca storia come alimento. Per molte popolazioni indigene delle Americhe, essa è stata una delle principali fonti di amido e grasso per migliaia di anni. Allo stesso modo, un’ampia varietà di frutta secca viene consumata dagli aborigeni australiani da molti secoli.

## Classificazione
La frutta secca può essere divisa, dal punto di vista botanico, in quattro categorie:
- Noci vere o botaniche: semi contenuti in un pericarpo duro e legnoso, non commestibile e indeiscente, cioè che non si apre alla maturazione (es. nocciola);[2][3]
- Drupe: semi contenuti in un endocarpo legnoso (nòcciolo), circondati da un frutto carnoso (es. noce, mandorla);[4]
- Semi di gimnosperme: semi "nudi" (es. pinolo);
- Semi di altre angiosperme che non siano drupe: semi contenuti in un involucro, come un baccello (es. arachide) o una capsula (es. noce brasiliana).

## Elenco di frutta secca
- Anacardio (Anacardium sp.), senza guscio, tostato
- Arachide (Arachis hypogaea), con e senza guscio, tostata
- Castagna (Castanea sativa)
- Kurrajong (Brachychiton spp.)
- Mandorla (Prunus dulcis), con e senza guscio
- Nocciola (Corylus avellana), con e senza guscio
- Noce (Juglans regia), con e senza guscio
- Noce del Brasile (Bertholletia excelsa) con e senza guscio
- Noce di cola (Cola spp.)
- Noci di gingko (Ginkgo biloba)
- Noce macadamia (Macadamia integrifolia), con e senza guscio
- Noce pecan (Carya illinoinensis), con e senza guscio
- Pinolo (Pinaceae spp.)
- Pistacchio (Pistacia vera), tostato e salato con guscio
- Semi di araucaria (Araucaria spp.)
- Semi di girasole (Helianthus annuus)
- Semi di zucca (Cucurbita spp.)